# Contea di Franklin (New York)
La contea di Franklin è una contea del nord-est dello Stato di New York negli Stati Uniti. Il capoluogo è Malone.

## Geografia fisica
La contea si trova nel nord dello Stato e si affaccia a nord-ovest sul fiume San Lorenzo che segna il confine con la provincia canadese dell'Ontario e a nord confina con la provincia canadese del Québec.
Il territorio è montuoso nell'area centro-meridionale interessata dai rilievi dei monti Adirondack. Gran parte della contea è occupata dall'Adirondack Park. Nel settentrione il territorio è prevalentemente pianeggiante. L'area meridionale è ricca di laghi. Tra questi i maggiori sono: l'Upper Saranac, il Tapper, il Lower Saranac e l'Union Falls Pound. Nell'area centro-meridionale hanno origine i due rami del fiume St. Regis che scorrono verso nord-ovest. Nell'area settentrionale scorre verso nord-ovest il fiume Deer, affluente dello St. Regis, e verso nord i fiumi Salmon e Chateaugay, entrambi affluenti del San Lorenzo.
Nella contea si trova la Riserva St. Regis Mohawk.
Il capoluogo di contea è la città di Malone, posta nell'area settentrionale, sul fiume Salmon.

### Contee e municipalità confinanti
- Municipalità regionale della contea di Le Haut-Saint-Laurent (Québec, Canada) - nord
- Contea di Clinton - est
- Contea di Essex - sud-est
- Contea di Hamilton - sud-ovest
- Contea di St. Lawrence - ovestà
- Contee unite di Stormont, Dundas e Glengarry (Ontario, Canada) - nord-ovest

## Storia
Con l'istituzione delle Province di New York nel 1683 l'area dell'attuale contea faceva parte della contea di Albany. 
Nel XVIII secolo l'area era abitata da nativi Mohawk di lingua irochese e da nativi Abenachi di lingua algonchina. La contea di Franklin fu istituita nel 1808 separandola dalla contea di Clinton. Fu chiamata così in onore di Benjamin Franklin.

## Riserva indiana
Nell'estremo nord-ovest, al confine con il Canada è situata la riserva dei nativi Mohawk di St. Regis.La riserva è posta lungo il fiume San Lorenzo che riceve nel territorio della riserva il fiume St. Regis da sud. La riserva è contigua con la riserva Mohawk che si estende oltre il confine in territorio canadese.

## Città

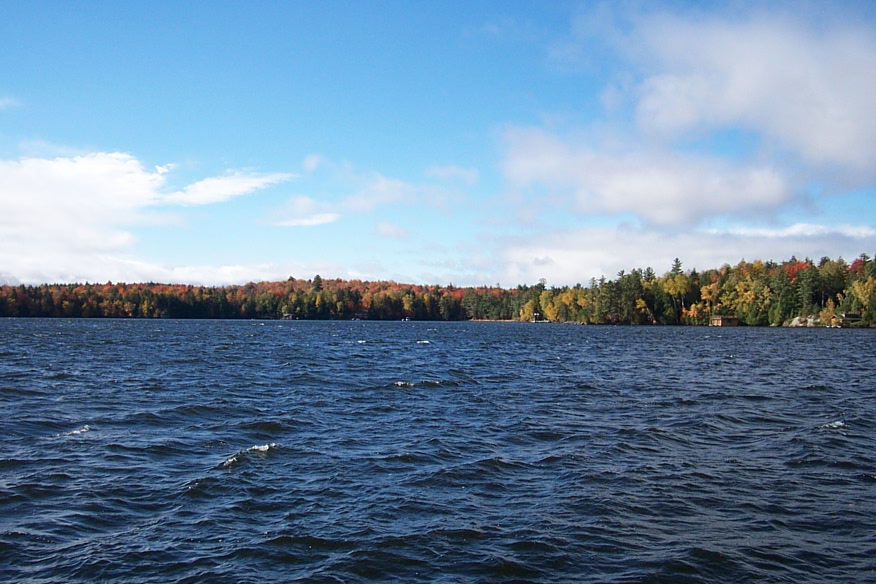
Lago Saranac

## Città[3]
| - Bangor - town - Bellmont - town - Bombay - town - Brandon - town - Brighton - town - Brushton - village - Burke - town - Chateaugay - town - Constable - town - Dickinson - town | - Duane - town - Fort Covington - town - Franklin - town - Harrietstown - town - Malone - town - Moira - town - Santa Clara - town - Saranac Lake - village - Tupper Lake - village - Waverly - town - Westville |

## Gemellaggi
Saranac Lake ha due gemellaggi:
- Entrains-sur-Nohain
- Sainte-Agathe-des-Monts